# Kirkus Reviews
Kirkus Reviews (или Kirkus Media) — американское периодическое издание, посвящённое рецензированию литературы. Основано в 1933 году Вирджинией Киркус (1893—1980). Штаб-квартира журнала находится в Нью-Йорке. Kirkus Reviews присуждает ежегодную премию Kirkus Prize авторам художественной, научной, детской литературы.

## Обзор
Kirkus Reviews публикует рецензии первого и 15 числа каждого месяца, анонсирует книги перед их публикацией. Kirkus просматривает более 10 000 наименований в год.

## История
Вирджиния Киркус была нанята Harper & Brothers для создания отдела детской книги в 1926 году. Отдел был ликвидирован из соображений экономии в 1932 году (примерно на год), поэтому Киркус ушла и вскоре создала свою собственную службу рецензирования книг. Первоначально она договорилась получить черновики «около 20» книг до их публикации; почти 80 лет спустя служба еженедельно получала сотни книг и рецензировала около ста из них.
Первоначально называвшийся Bulletin с 1933 по 1954 год журнал сменил название на Bulletin from Virginia Kirkus' Service 1 января 1955 года, и далее сокращено до Virginia Kirkus' Service 15 декабря 1964 года и до Kirkus Service в 1967 году, прежде чем он получил свое окончательное название, Kirkus Reviews, с выпуском от 1 января 1969 года.
В 1985 году Энн Ларсен была назначена редактором художественной литературы, которая вскоре стала редактором, оставаясь редакционным руководителем Kirkus до 2006 года и изменив формат и стиль обзора.

## Владение
Первоначально журнал был продан The New York Review of Books в 1970 году и впоследствии продан Review Барбара Бадера и Джоша Рубинса. В 1985 году консультант журнала Джеймс Б. Кобак приобрел Kirkus Reviews. Дэвид ЛеБретон купил Киркуса у Кобака в 1993 году. BPI Communications, принадлежащая голландскому издателю VNU купила Kirkus у ЛеБретона в 1999 году. В конце 2009 года компания объявила о завершении операции.
Журнал был приобретен у VNU (к тому времени переименованной в The Nielsen Company или Nielson NV) 10 февраля 2010 года бизнесменом Гербертом Саймоном. Сроки не разглашаются. Впоследствии он был переименован в Kirkus Media.

## Полемика
В 2017 году рецензент удалил свою звёздную рецензию на роман Лоры Мориарти American Heart после того, как заметил в книге «белую точку зрения» и «общественное беспокойство» по поводу предполагаемого «повествования о белом спасителе» романа, как сказал главный редактор Клэйборн Смит в интервью Vulture и NPR. Рецензент, мусульманка, разбирающаяся в художественной литературе для молодежи, переписала свой текст, добавив, что история «рассказывается исключительно через фильтр белого главного героя о мусульманском персонаже», в то время как журнал удалил звезду. Автор романа Лаура Мориарти отметила, что «вывод [из этого эпизода] для белых писателей — это даже не пытаться писать о людях, которые отличаются от вас».

## Kirkus Prize
В 2014 году Kirkus Reviews начал вручать премию Kirkus Prize в размере 50 тысяч долларов ежегодно авторам художественной литературы, научной литературы и литературы для молодых читателей.